# Carl Medjani
Carl Medjani (Lyon, 15 mei 1985) is een Algerijns voormalig voetballer die doorgaans speelde als middenvelder. Tussen 2003 en 2020 was hij actief voor Liverpool, FC Lorient, FC Metz, opnieuw FC Lorient, AC Ajaccio, AS Monaco, Olympiakos, Valenciennes, Trabzonspor, Levante, Leganés, Trabzonspor, Sivasspor, Ohod en FC Salaise. Medjani maakte in 2010 zijn debuut in het Algerijns voetbalelftal en kwam uiteindelijk tot tweeënzestig interlandoptredens.

## Clubcarrière
Medjani speelde in de jeugd van Saint-Étienne en werd door Gérard Houllier naar het Engelse Liverpool gehaald. De verdediger had echter moeite om door te breken in Engeland en in 2004 verhuurde manager Rafael Benítez hem aan FC Lorient, waar hij later verhuurd werd aan FC Metz. Lorient was overtuigd genoeg om hem in 2006 aan te trekken, maar door blessureleed kwam hij slechts tot negen wedstrijden. Tijdens het seizoen 2007/08 was Medjani op huurbasis actief namens AC Ajaccio, waarvoor hij 35 wedstrijden speelde. Na dat seizoen werd hij definitief overgenomen door Ajaccio, waar hij een driejarige verbintenis ondertekende. In 2011 promoveerde hij met zijn club naar de Ligue 1. In januari 2013 trok AS Monaco hem aan en hij promoveerde opnieuw.
In de zomer van 2013 besloot de club echter de portemonnee flink open te trekken en met nieuwe concurrentie van Ricardo Carvalho en Nicolas Isimat-Mirin, gevolgd door Aymen Abdennour in de winter was er weinig perspectief voor Medjani, die eerst verhuurd werd aan het Griekse Olympiakos en vanaf januari 2014 aan Valenciennes. In 2014 verkaste hij naar Trabzonspor, waar hij anderhalf jaar actief zou zijn. In januari 2016 kreeg Medjani een contract voor een half seizoen met een optie voor een seizoen extra bij Levante. Er zou geen seizoen extra bij komen, want na een half jaar verkaste de Algerijn naar Leganés. Na opnieuw een half jaar keerde hij terug naar Trabzonspor, waar hij zijn handtekening zette onder een verbintenis voor de duur van anderhalf jaar. Binnen een halfjaar trok Sivasspor de Algerijn transfervrij aan. Voor deze club speelde Medjani anderhalf jaar, voor hij weer vertrok in januari 2019. Hierop werd Ohod zijn nieuwe werkgever. De Algerijn tekende voor een half seizoen in Saoedi-Arabië. Hij bleef tot begin 2020, toen hij terugkeerde naar Frankrijk en bij FC Salaise ging spelen. Later dat jaar zette Medjani op vijfendertigjarige leeftijd een punt achter zijn actieve loopbaan.

## Interlandcarrière
Medjani maakte zijn debuut in het Algerijns voetbalelftal op 11 augustus 2010. Op die dag werd een vriendschappelijke wedstrijd tegen Gabon met 1–2 verloren. De verdediger begon in de basis als duo met Madjid Bougherra en hij speelde het gehele duel mee. Zijn eerste interlanddoelpunt wist hij te maken op 12 oktober 2013, tegen Burkina Faso (3–2 nederlaag). Op 2 juni werd hij opgenomen in de selectie voor het wereldkampioenschap voetbal 2014 in Brazilië door bondscoach Vahid Halilhodžić.